# Ormiańsko-Polski Komitet Społeczny
Ormiańsko-Polski Komitet Społeczny (Հայ-լեհական հասարակական կոմիտե) – komitet utworzony w 2012 roku w Zabrzu. Priorytetowymi dla stowarzyszenia działaniami jest między innymi pielęgnowanie i propagowanie dziedzictwa narodowego, ochrona dóbr kultury i tradycji oraz wspieranie działalności oświatowej mniejszości ormiańskiej.
Efektem starań Stowarzyszenia jest pozyskanie zbioru cennych książek i druków w języku ormiańskim.
Gromadząc te i inne dobra, stowarzyszenie powołało Ormiańską Bibliotekę Narodową im. Hakoba Meghaparta, w której ogólnie dostępne staną się liczne księgi, druki oraz dokumenty traktujące o kulturze Ormian. Znacząca część księgozbioru została przywieziona z Armenii. W kwietniu 2013 liczba zebranych książek wynosiła około 4 tys.